# 哲学大全
《驳异大全》（拉丁語：Summa Contra Gentiles），是托马斯·阿奎纳的天主教神学著作，傳統上將其譯為《駁異大全》或《反异教大全》，此名取其成書背景，即認為多瑪斯之所以完成此書是為了西班牙教區請求，讓當地與伊斯蘭教徒接觸的教士有一護教參考手冊之故。書中所列多為基督宗教哲學觀點。然也有另一種說法，即此書為《神學大全》寫作前的嘗試，以確認一本取代彼德·倫巴多《言語錄註釋》的神學教科書是否可能。
全書共分四卷，寫作方式與其他主要著作略有不同，因其採取的是分章論述，而非中世紀的標準問答方式。第一卷名為天主，共102章，主要探討的是基督宗教中神的概念，大部份觀點在《神學大全》第一卷第一部中可見其濃縮的精華。第二卷名為創造，共101章，主要探討受造物的存在基礎。此卷第56至90章主要討論人如何認識外在事物，並主要反駁伊斯蘭哲學家對於人理智能力的主張。該卷結尾也談論關於天使的問題。第三卷名為神聖攝理〔providere〕，共163章，主要討論關於神在世界上所建立的秩序，以及關於多瑪斯自然法的概念。此卷特別之處在於，第37至63章中專門談論人對於神的默觀能力，是關於多瑪斯神秘主義主張的一段極長的記載。最後一卷名為救贖，共97章，主要論及耶穌基督的神性與人性，以及教會諸多聖事的原理與意義。

## 译本
在譯本方面，英譯本已由諾特丹大學出版四卷本的英譯本，主導翻譯的是研究多瑪斯的著名學者A. G. Pegis。中文譯本方面已由呂穆迪神父將四卷本譯出，台灣商務出版社出版。